# Правицкий, Николай Климентьевич
Правицкий Николай Климентьевич (22 ноября 1904, Одесская область — не ранее 1965, Кривой Рог, Днепропетровская область) — советский учёный в области горной механики. Директор Криворожского горнорудного института (1938—1941, 1943—1951).

## Биография
Родился 22 ноября 1904 года на территории современной Одесской области.
В 1915—1918 годах — коногон, буронос Пужмеровского рудника на Криворожье. В 1920—1924 годах — пекарь, слесарь завода «Пневматик».
В 1931 году окончил Днепропетровский горный институт.
В 1932—1936 годах — старший преподаватель Криворожского горнорудного института (КГРИ). В 1938—1941 годах — директор Криворожского горнорудного института. В 1938 году восстановил статус КГРИ как самостоятельного вуза. Управлял эвакуацией института на Урал. В 1941—1943 годах — доцент КГРИ в Нижнем Тагиле. В 1943—1951 годах — повторно директор КГРИ. В 1952—1963 годах — доцент, заведующий кафедрой горной механики КГРИ. 
Умер в городе Кривой Рог.

## Научная деятельность
Специалист в области горной механики. Умелый воспитатель горных кадров. Автор научных работ.
Доцент, кандидат технических наук (1952).

### Научные труды
- Рудничные подъёмные установки: учебное пособие / Н. К. Правицкий. — Х.: Металлургиздат, 1956.
- Многоканатные подъёмные установки Кривбасса / Н. К. Правицкий, А. С. Масляный, Н. М. Олифиренко. ─ М.: Госгортехиздат, 1961.
- Рудничные подъёмные установки / Н. К. Правицкий. ─ М.: ГНТИ по горному делу, 1963. - 416 с.
- Горная механика: учебное пособие для студентов вузов / А. И. Петухов, Н. К. Правицкий, М. Г. Рипп. ─ М.: Недра, 1965. ─ 400 с.

## Награды
- Орден Трудового Красного Знамени;
- Орден «Знак Почёта».